# Дедуненко Ганна Іванівна
Ганна Іванівна Дедуненко (нар. 12 грудня 1951, село Біличі, тепер Старосамбірського району Львівської області) — українська радянська діячка, оператор по відгодівлі худоби колгоспу. Депутат Верховної Ради УРСР 11-го скликання.

## Біографія
Освіта середня.
У 1969—1970 роках — маляр-штукатур пересувної механізованої колони (ПМК-11) тресту «Кримканалбуд».
У 1970—1976 роках — робітниця радгоспу «Зарічний» Джанкойського району Кримської області.
З 1976 року — оператор по відгодівлі великої рогатої худоби колгоспу «Правда» село Довгомостиська Мостиського району Львівської області.
Потім — на пенсії в селі Довгомостиська.

## Нагороди
- ордени
- медалі